# غورافان (أرارات)
مدينة غورافان (بالأرمينية:Գոռավան) (بالإنجليزية: Goravan)‏ هي إحدى المدن التابعة لمقاطعة أرارات في أرمينيا. يقدر عدد سكانها بـ 2823 نسمة حسب الإحصاء الذي جرى عام 2011.